# Micrambe
Micrambe is een geslacht van harige schimmelkevers (Cryptophagidae). De wetenschappelijke naam werd in 1863 gepubliceerd door Carl Gustaf Thomson. Hij deelde er de soorten Paramecosoma abietis en Cryptophagus vini bij in.
Dit geslacht is nauw verwant aan Cryptophagus. Tot 1962 werd Micrambe als een ondergeslacht van Cryptophagus beschouwd.

## Verspreiding
Het geslacht is verspreid over het Palearctisch gebied, het Afrotropisch gebied en het Oriëntaals gebied. In Afrika waren anno 2012 tachtig soorten bekend, waarvan 22 in Zuid-Afrika. Maar de Afrikaanse fauna van dit geslacht is nog niet goed gekend en het aantal soorten zal wellicht nog stijgen naarmate die beter bestudeerd wordt.

## Soorten
Volgende soorten zijn in Europa gekend:
- Micrambe (Micrambinus) bimaculata
- Micrambe abietis
- Micrambe hesperia
- Micrambe longitarsis
- Micrambe mediterranica
- Micrambe micoae
- Micrambe nigricollis
- Micrambe occidentalis
- Micrambe perrisi
- Micrambe pilosula
- Micrambe punctata
- Micrambe silvanoides
- Micrambe translata
- Micrambe ulicis
- Micrambe umbripennis
- Micrambe woodroffei